# جولیا ئی. بی. بریک
جولیا اِلما بروستر بریک (Julia Elma Brewster Brick) (زادهٔ ۶ اوت ۱۸۱۹ – درگذشت ۳ فوریه ۱۹۰۲)، نوع‌دوست آمریکایی بود. در سال ۱۸۹۵، وی برای ساخت مدرسهٔ کشاورزی، صنعتی و عادی جوزف کیسبی بریک در کارولینای شمالی، پول و زمین اهدا کرد. این مدرسه از سال ۱۸۹۵ تا ۱۹۳۳ مختص دانشجویان سیاه‌پوست بود.

## اوایل زندگی
بروستر در بلنهایم ایالت نیویورک چشم به جهان گشود. پدرش، هوراس بروستر و مادرش، لیدیا براون بروستر (بعدها بامپ)، هر دو کشاورز بودند. او از نوادگان ویلیام بروستر، یکی از مسافران کشتی می‌فلاور بود.

## بشردوستی
بریک وارث تمامی املاک و مستغلات همسر کارخانه‌دارش شد که در سال ۱۸۶۷ دارفانی را وداع گفته بود. البته خواهر و برادر همسرش در دادگاهی که سال‌ها به طول انجامید به وصیت‌نامه اعتراض کردند. او سرمایهٔ خود را با خردمندی و در امور خیریه مدیریت کرد، به‌طوری‌که به بیمارستان شهر بروکلین، داروخانهٔ عمومی رژیم غذایی بروکلین، انجمن کمک به کودکان، خانهٔ سالمندان رنگین‌پوستان، پناهگاه خانوادهٔ مارینرز، خانهٔ بروکلین برای بیماران سل و کلیسای جامع خیابان کلینتون کمک مالی کرد. همچنین وی در انجمن درختکاری و فوارهٔ بروکلین عضویت داشت.
در سال ۱۸۹۵، بریک بیش از هزار هکتار زمین و مبلغ قابل‌توجهی به انجمن مبلغان آمریکایی برای ساخت مدرسهٔ بریک کمک کرد. مدرسهٔ کشاورزی، صنعتی و عادی جوزف کیسبی بریک در نزدیکی انفیلد ایالت کارولینای شمالی، مدرسهٔ آموزش فنی‌حرفه‌ای برای دانشجویان سیاه‌پوست بود و میان سال‌های ۱۸۶۵ تا ۱۹۵۱، توماس سیول اینبوردن، اولین مدیر آن بود. بریک هر سال به‌همراه خواهرزاده‌اش، لیدیا بندیکت و منشی انجمن مبلغان آمریکایی، ای.اف. بیرد، از مدرسه بازدید می‌کردند. در سال ۱۹۲۶، مدرسه به کالج مقدماتی بریک تغییر کرد و سرانجام در سال ۱۹۳۳ تعطیل شد. یک نشان تاریخی ایالتی از مدرسهٔ بریک در شهرستان ادگکومب موجود است. در حال حاضر، مرکز فرانکلینتون، یک سازمان غیرانتفاعی اجتماعی، در دو ساختمان این مدرسه در بریکس مستقر است.

## زندگی شخصی و میراث
در سال ۱۸۴۴، جولیا بروستر با مهندس جوزف کیزبی بریک (زادهٔ ۱۸۱۲، درگذشتهٔ ۱۸۶۷) ازدواج کرد. او مؤسس شرکت سفال و لوازم آتش‌بازی بریک در بروکلین بود. آن‌ها صاحب سه پسر شدند که هر سه در دههٔ ۱۸۵۰ زمانی که نوزاد بودند، از دنیا رفتند. جولیا ای.بی. بریک در سال ۱۹۰۲ در ۸۲ سالگی در خانهٔ خود چشم از جهان فروبست. او را در جوار همسر و فرزندانش در قبرستان گرینوود به خاک سپردند.
بریک در حدود یک میلیون دلار به خیریه‌ها اهدا کرد، همچنین بخش بزرگی از املاک خود را به مدرسهٔ بریک و انجمن مبلغان آمریکایی بخشید. اعضای خانواده‌اش به این وصیت‌نامه نیز اعتراض کردند. مجموعه‌ای از تجهیزات مدرسه‌ای، کلکسیون مدرسهٔ ویلا کوفیلد بریک، میان سال‌های ۱۸۹۵ تا ۱۹۹۰ در بخش مجموعهٔ تاریخی جنوب در دانشگاه کارولینای شمالی نگهداری می‌شود.

## پیوندهای بیرونی
- "The Brick School Legacy", a documentary by Willa Cofield about the Brick School, including footage from a 1994 reunion of Brick School alumni; on YouTube
- Maggie Land Blanck, "Brooklyn Clay Retort"; a webpage about Brick's husband's business in Brooklyn